# 里姆羅克 (亞利桑那州)
里姆羅克（英語：Rimrock）是位於美國亞利桑那州亞瓦派縣的一個非建制地區。該地的面積和人口皆未知。

## 地理
里姆羅克的座標為34°39′02″N 111°44′45″W / 34.65056°N 111.74583°W，而該地的平均海拔高度為1095米（即3592英尺）。